# Eduard Rieger (Politiker, 1946)
Eduard „Edi“ Rieger (* 9. Februar 1946 in Wenns; † 16. Dezember 2018 in Innsbruck) war ein österreichischer Politiker (FPÖ) und Gastwirt. Er war von 2013 bis 2018 Abgeordneter zum Tiroler Landtag.

## Leben
Rieger besuchte zwischen 1952 und 1956 die Volksschule in Schwaz und von 1956 bis 1960 die örtliche Hauptschule. Er erlernte zwischen 1960 und 1963 den Beruf des Maschinenschlossers und arbeitete zwischen 1983 und 1990 als Geschäftsführer sowie von 1990 bis 2006 als Gastwirt. Rieger kandidierte bei der Landtagswahl 2013 auf dem vierten Platz der FPÖ-Landesliste und war Spitzenkandidat der FPÖ im Landtagswahlkreis Schwaz, wobei er in der Folge über die Landesliste in den Landtag einzog. Rieger wurde am 24. Mai 2013 als Landtagsabgeordneter angelobt und war Mitglied im Ausschuss für Arbeit, Soziales und Gesundheit	sowie Mitglied im Ausschuss für Land- und Forstwirtschaft, Verkehr und Umwelt. Er war zudem Stadtrat in Schwaz.
Eduart Rieger erlag am 16. Dezember 2018 in der Universitätsklinik Innsbruck einem Multiorganversagen.